# روبرتو سرنیوتی
روبرتو سرنیوتی (ایتالیایی: Roberto Serniotti) (زاده ۱ آوریل ۱۹۶۲ در تورین)؛ مربی والیبال اهل ایتالیا است. روبرتو کار خود را به عنوان مربی از سال ۱۹۹۲ با کونئو آغاز نمود و تا ۲۰۰۰ در این تیم ماند و بعد سرمربی پاناتینایکوس شد. در ۲۰۰۳ کمک مربی تیم ملی فرانسه و در ۲۰۰۵ کمک مربی تیم ملی ایتالیا شد. او همچنین سابقه مربیگری در دیگر تیم‌های رم، تورس، یاروسلاویک و پریسما تارانتو را در کارنامه خود دارد. سرنیوتی در سال ۲۰۱۰ به عنوان سرمربی ترنتینو انتخاب شد و تا ۲۰۱۴ به عنوان سرمربی این تیم باقی ماند. یک قهرمانی پرو آ، دو قهرمانی سری آ، دو قهرمانی لیگ قهرمانان اروپا و جام باشگاه‌های جهان، یک قهرمانی سوپر جام اروپا، چهار قهرمانی جام حذفی ایتالیا، چهار قهرمانی سوپر جام ایتالیا و دو قهرمانی در جام کنفدراسیون اروپا دست‌آوردهای او در دوران مربی گری خود تا سال ۲۰۱۵ بوده است.